# Giovanni Maria Dezan
Le prêtre canonique don Giovanni Maria Dezan (aussi dit Gian Maria ou Giammaria), maître en éloquence, professeur au séminaire et examinateur synodique, est un écrivain italien du XIXe siècle.

## Biographie
Tel son contemporain Giannantonio Moschini et Cicogna (it), Giovanni Maria Dezan consacra une bonne partie de son œuvre à la ville de Venise. Il a publié des œuvres sur l'histoire de la République de Venise, son clergé, ses églises et ses saints ainsi que des recherches toponymiques sur les rues, ponts et canaux de la ville.